# Diego Simonet
Diego Esteban Simonet (ur. 26 grudnia 1989 w Buenos Aires), argentyński piłkarz ręczny, reprezentant kraju grający jako rozgrywający. Obecnie występuje w Division 1, w drużynie Montpellier Agglomération Handball.
Jego ojciec Luis był szczypiornistą reprezentacji Argentyny w latach 80, a jego starszy brat, Sebastián również uprawia piłkę ręczną.